# Theron Smith
Theron Augustus Smith (Bartow, Florida, 3 de octubre de 1980) es un jugador de baloncesto estadounidense que disputó dos temporadas en la NBA, y que actualmente se encuentra en la situación de agente libre, tras ser cortado por el Obras Sanitarias de la liga argentina en enero de 2012. Con 2,03 metros de estatura, juega en la posición de alero.

## Trayectoria deportiva

### Universidad
Jugó durante cuatro temporadas con los Cardinals de la Universidad Estatal Ball, en las que promedió 16,2 puntos y 8,9 rebotes por partido. En su primera temporada fue elegido novato del año de la Mid-American Conference tras promediar 12,2 puntos y 7,7 rebotes por partido, mientras que en 2002 fue incluido en el mejor quinteto de la conferencia.

### Profesional
Tras no ser elegido en el Draft de la NBA de 2003, firmó un contrato por dos temporadas con los Memphis Grizzlies, pero únicamente llegó a disputar 20 partidos, en los que promedió 2,2 puntos y 2,1 rebotes. Al año siguiente fue incluido en el Draft de Expansión de la NBA por la llegada de los Charlotte Bobcats a la liga, siendo elegido por la nueva franquicia. Allí jugó una temporada en la que promedió 3,2 puntos y 3,5 rebotes por partido.
Al año siguiente fichó por los Denver Nuggets, pero no llegó a comenzar la temporada, siendo cedido a los Florida Flame de la NBA D-League donde completó la campaña promediando 14,8 puntos y 6,5 rebotes por partido.
En 2006 fichó por el Pallacanestro Cantù de la liga italiana, donde jugó una temporada en la que promedió 7,9 puntos y 5,9 rebotes por partido. La siguiente temporada la jugó en el Entente Orléanaise 45 de la liga francesa y la siguiente en el Tianjin Ronggang de la liga china, donde promedió 23,9 puntos y 9,7 rebotes por partido, los mejores números de toda su carrera.
Regresó a Italia con la liga ya comenzada para fichar por el AB Latina de la Legadue, donde jugó hasta el final de la misma promediando 10,1 puntos y 9,1 rebotes por partido. En enero de 2011 ficha por el Steaua Bucarest de la liga rumana, donde promedia 11,5 puntos y 6,3 rebotes en 15 partidos disputados.
En octubre ficha por el Obras Sanitarias de la liga argentina, donde promedió 8,8 puntos y 2,9 rebotes por partido.

## Estadísticas de su carrera en la NBA

### Temporada regular
| Temporada | Edad | Equipo            | Liga | P  | TIT | MIN  | TC  | TCA | %TC  | 3P  | 3PA | %3P  | TL  | TLA | %TL  | R.OF. | R.DEF. | REB | ASIS | ROB | TAP | PER | FP  | PTS |
| 2003-04   | 23   | Memphis Grizzlies | NBA  | 20 | 0   | 8.9  | 0.8 | 2.2 | .372 | 0.3 | 0.6 | .500 | 0.3 | 0.4 | .750 | 0.7   | 1.4    | 2.1 | 0.4  | 0.3 | 0.3 | 0.7 | 0.9 | 2.2 |
| 2004-05   | 24   | Charlotte Bobcats | NBA  | 33 | 5   | 15.5 | 1.3 | 4.1 | .324 | 0.1 | 0.4 | .250 | 0.4 | 0.5 | .875 | 1.2   | 2.3    | 3.5 | 0.8  | 0.2 | 0.1 | 0.8 | 1.8 | 3.2 |
| Total     |      |                   | NBA  | 53 | 5   | 13.0 | 1.1 | 3.4 | .335 | 0.2 | 0.5 | .375 | 0.4 | 0.5 | .833 | 1.0   | 2.0    | 3.0 | 0.7  | 0.2 | 0.2 | 0.8 | 1.4 | 2.8 |